# Elecciones legislativas de Guinea Ecuatorial de 1983
Elecciones legislativas se celebraron en Guinea Ecuatorial el 28 de agosto de 1983, siendo las primeras elecciones de este tipo desde 1973. La nueva constitución aprobada en un referéndum el año anterior establecía una Cámara de los Representantes del Pueblo de 41 escaños. El Presidente Teodoro Obiang Nguema Mbasogo seleccionó un candidato único para cada distrito electoral, el cual debía ser aprobado por los votantes. Ningún partido político participó en la elección, puesto que todos los candidatos compitieron como independientes.

## Resultados
| Partido                           | Votos | %   | Escaños |
| --------------------------------- | ----- | --- | ------- |
| Candidatos independientes         |       | 100 | 41      |
| Votos nulos/en blanco             |       | -   | -       |
| Total                             |       | 100 | 41      |
| Fuente: Inter-Parliamentary Union |       |     |         |